# Uppstaig
Uppstaigs naturreservat ligger i Gammelgarns socken på Gotland, omkring 3 kilometer väster om Katthammarsvik. Naturreservatet är 1,8 km2 och ligger norr om länsväg 631. Det bildades 1996 och utökades 2009. Det är även ett natura 2000-område.
Stora delar av reservatet har en urskogsartad karaktär, och framför allt norr om Hällträsk finns åtskilliga tallar och granar som är 250-300 år gamla. Eftersom skogen har fått stå orörd under många år finns också en rikedom av döda träd och trädstammar som har fällts av vinden och sedan fått ligga kvar och långsamt förmultna. Denna urskogskaraktär gör att många insekter trivs och i Upstaigs naturreservat har mer än 300 arter av skalbaggar återfunnits. I naturreservatet finns även flera orkidéer, bland annat vit skogslilja och salepsrot.
I den mellersta och södra delen av reservatet finns flera våtmarker, varav Hällträsk är den största. Öster om Hällträsk ligger ett stort gravfält från yngre järnålder med 63 fornlämningar. Dessa utgöres av en domarring som är sju meter i diameter, två resta stenar, fyra rösen samt 56 runda stensättningar. Domarringen som är belägen i gravfältets södra del är sju meter i diameter och består av åtta gråstenar.